# 橙脚冢雉
橙脚塚雉（学名：Megapodius reinwardt）是塚雉属下的一个成员。 这一物种旗下有五个亚种，分布在在小巽他群岛、新几内亚南部和澳大利亚北部的许多岛屿上。这是一种陆生鸟类，体型与家鸡差不多大，体色深，后腿强壮且呈橙色，后脑勺有尖冠。这种鸟栖息在岛屿上的密林或灌木丛中，有时也会出现在人类社区的花园里。
总的来说，橙脚塚雉的种群数量较为稳定，该物种因此被认为是无危物种。

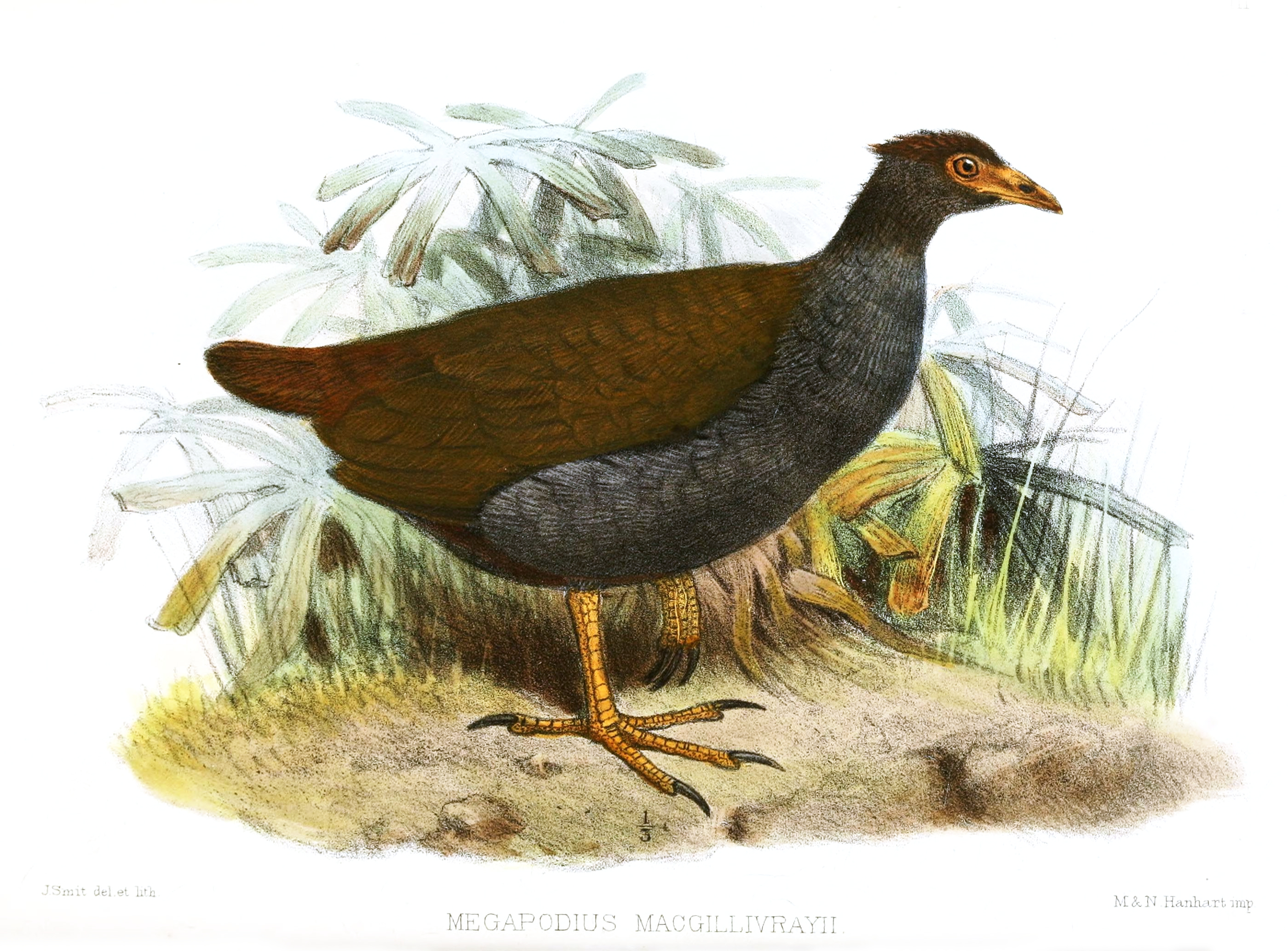
橙脚塚雉macgillivrayi亚种

橙脚塚雉以种子、成熟的水果和陆生无脊椎动物为食。与其他塚雉一样，它们会在沙堆、落叶等基质上建造土墩，并通过土墩中有机物质分解产生的热量孵卵。这些土墩的建造和维护工作全年都在进行，其高度可达4.5米（15英尺）直径可达9米（30英尺）。
一些原先被认为是橙脚塚雉亚种的物种目前被认定为是独立种，比如塔岛塚雉（Megapodius tenimberensis）。而其他的一些亚种也有可能是其他种类塚雉的亚种（如M. r. buruensis有时会被视为暗色塚雉的亚种）。 
阿纳姆地西部的原住民将这种鸟称为“kurrukurldanj”。

## 相关链接
- BirdLife Species Factsheet （页面存档备份，存于）